# Hatton (Londres)
Pour les articles homonymes, voir Hatton.
Hatton est une zone anglaise située à l'Ouest de Londres, dans le borough londonien de Hounslow.